# Chiharu Matsuyama
Pour les articles homonymes, voir Chiharu et Matsuyama.
 (janvier 2016).
Améliorez-le ou discutez des points à vérifier. 
Chiharu Matsuyama (松山千春, Matsuyama Chiharu), né le 16 décembre 1955, à Ashoro, Hokkaidō, Japon, est un chanteur de folk japonais.

## Biographie
Il a paru en premier sur SJS, un programme de Sunday Night Japan, une compagnie de la radiodiffusion de la radio locale d’Hokkaïdo 1976 avec le fort support par radio directeur Kenji Takeda.
Le 25 janvier 1977, il sort son premier album Tabidachi(Départ), mais le 27 août, Takeda est décédé d'une insuffisance cardiaque aiguë. Ensuite, l'entreprise a créé un bureau privé pour Matsuyama au soutien de sa carrière.
Octobre 1977, il est devenu une personnalité d'All Night Nippon et mis à Tokyo sa base. Là sa chanson du coup énorme Kisetsu no Naka de (À l'intérieur de La saison) l'a mené à établir une place ferme comme un chanteur de nouvelle musique japonaise.
Ses coups majeurs sont Kisetsu no Naka de(À l'intérieur de La saison), Daichi to Ozora no Naka de(Dans la Grande Terre et Ciel), Koi(L'Amour), Jinsei no Sora kara(Du Ciel de ma Vie), Nagai Yoru(Une Longue Nuit), Kimi wo Wasurenai(Je Ne Vous Oublie Jamais).
Il s'est marié en décembre 1985 et avait une fille unique. Il avait eu beaucoup de concerts depuis son entrée dans le monde et il a accompli 2000 expériences de concerts en 2007[Quoi ?]. Il a aussi fait des films, a paru à la télé des drames, et sur radio[Quoi ?].
Matsuyama avait été président honoraire de Jeunesse Groupe d’Hokkaïdo de Parti démocrate libéral pour sauvegarder Muneo Suzuki (en) et Yasushi Akashi, mais le départ de Suzuki du parti politique a motivé Matsuyama pour laisser le parti.
Alors Suzuki et Matsuyama ont établi un nouveau parti local nommé 'Nouveau Parti Daichi’. Comme le mot Daichi moyens la grande terre en japonais[Quoi ?], ce nom est associé à la grande terre d’Hokkaïdo. Sa chanson Daichi to Ozora no Naka de est devenue la chanson de film du parti politique. Il était critique des politiques de Jun'ichirō Koizumi de néolibéralisme et l’abandonner de l'économiquement faible[Quoi ?].

## Discographie

### Singles
(majeurs)
1. Tabidachi (Départ) (25 janvier 1977)
2. Kisetsu no Naka de (À L'Intérieur de La saison) (21 août 1978)
3. Yoake (L'Aube) (21 août 1979)
4. Koi (L'Amour) (21 janvier 1980)
5. Jinsei no Sora kara (Du Ciel de ma Vie) (21 septembre 1980)
6. Nagai Yoru (Une Longue Nuit) (21 avril 1981)
7. Furusato (La Ville Natale) (21 septembre 1981)
8. On the Radio (21 mars 1981)
9. Kimi wo Wasurenai (Je Ne Vous Oublie Jamais) (21 septembre 1996)
10. Konoyo de Kimi ga ichiban suki (Je Vous Aime Les Meilleurs au Monde) (9 mai 1998)

### Albums
(majeurs)
1. Kimi no tame ni Utatta Uta (La Chanson Chantée pour Vous) (21 juin 1977)
2. Konna Yoru wa (Une Telle Nuit) (25 janvier 1978)
3. Jidai wo Koete (Au-delà L'Époque) (21 mai 1981)
4. Ima Ushinatta Mono wo Motomete (Rechercher ce que J'ai Perdu) (21 mai 1983)
5. Tabidachi (Départ) (25 octobre 1986)
6. Genjitsu (Le Fait) (31 mai 2006)
7. Saisei (La Reproduction) (31 mai 2006)
8. Tabidachi(Ashoro Yori) (Départ (D'Ashoro) ) (Le plus Bon Album) (1er octobre 2008)
9. The Love Ballad of Chiharu Matsuyama (La Ballade de L'Amour de Chiharu Matsuyama) (1er octobre 2008)